# Wiefelstede
Wiefelstede egy község Németországban, az Ammerland járásban. Lakosainak száma 16 406 fő (2023. december 31.).

## Földrajza
Wiefelstede Rastede, Bad Zwischenahn és Varel községekkel határos.

## Testvértelepülések
- Gmina Chocz